# 棋士 (囲碁)
棋士（きし）は、囲碁を打つ人の総称である。碁打ちとも呼ばれる。プロ棋士を指す事が多いが、アマチュアでも棋士と呼ぶことがある。
なお、将棋の専業プロも「棋士」と称しているため、区別のため「囲碁棋士」と表現する場合もある。

## 呼称
室町時代末期に囲碁を専業とする者が現れると、彼らは「碁打」と呼ばれるようになる。江戸時代に家元が俸禄を受けるようになると、「碁衆」あるいは将棋の家元との区別で「碁方」「碁之者」などの呼び名が使われた。また江戸時代には「碁士」「碁師」などの呼び方も生れ、地方においても賭碁をする者は碁打と呼ばれた。明治になると「碁客」「碁家」「棋客」「棋家」といった呼び方がされ、また棋戦に出場する者は「選手」とも呼ばれ、大正時代の裨聖会もこの呼び名を使った。日本棋院が設立されると「棋士」を使うようになり、以降の各組織でもこれに倣い現在に至っている。また日本棋院以前の囲碁専業の者や高手に対しても棋士と呼ぶことが多い。

## 歴史

### 中世まで
漢の時代には『弈旨』を著した歴史家の班固などの愛棋家が知られ、建安七子と呼ばれた文人でも孔融や、王粲、『弈勢』を著した応瑒が碁に長じていた。
呉は琴棋書画が盛んであり、代表的な打ち手の孫策と呂範の対局が最古の棋譜として残されていて、棋力の高さを示している他、武将の陸遜・諸葛瑾が知られ、民間人で「呉の八絶」の一人の厳武（字は子卿）と馬綏明は『広博物志』で棊聖と呼ばれている。
東晋では圉県で天才少年と言われて後に宰相の王導に引き立てられ将軍となった江虨が最強とされ、范汪『棋品』で江虨が棊品第一品、王導が五品と記されている。竹林の七賢と言われた中でも阮籍・王戎は碁好きだった。この頃に王坦之が囲碁の別称として「坐隠」と呼んだことが『世説新語』にあり、僧の支遁が手談と呼んだ。
南北朝時代には、南朝斉の王抗が第一品の打ち手とされていて、武帝に命じられて北魏の孝文帝から派遣された打ち手の范寧児と対局した。
初唐では裴寂・王勃・盧蔵用・高智周らが棋士として高名だった。玄宗の時に棋待詔制度が設けられ、王積薪・顧師言・王倚・王叔文・滑能・朴球などが就いた。顧師言は日本の王子と対戦して、鎮神頭の妙手で勝ったとされている。日本の王子の名ははっきりしないが、高岳親王、伴小勝雄の説がある。また玄宗は新羅の聖徳王の葬儀への使節に楊季鷹という近衛兵きっての打ち手を同行させ、新羅の打ち手に連戦連勝して面目を保った。
宋代では棋待詔に賈玄・楊希粲・劉仲甫・李逸民・沈才子などが高名であった。潘慎修『棋説』、楊希粲『双泉図』、李逸民『忘憂清楽集』、沈括『夢渓筆談』、劉仲甫『棋訣』、張擬『棋経十三篇』、厳師（字は徳甫）と晏天章『玄玄碁経』などの著作も書かれ、沈括『夢渓筆談』では囲碁の変化の数についても記された。べん京などの大都市では道観や寺院などで棋会がしばしば開かれるようになり、高手が競った。
元代には文人の中から、『玄玄碁経』を再編した虞集・劉因・黄庚などの名手が出た。
高句麗では長寿王の時代に国手である道琳という僧がいて、百済の蓋鹵王の側近に送り込まれて国力を削ぐ工作をしたとある。
日本では遣唐使に加わった伴小勝雄が碁師と呼ばれており、小勝雄に習った紀夏井は少しの間に小勝雄を越えるほどになった。宇多法皇と醍醐天皇に寵遇された法師寛蓮は、『花鳥余情』で碁聖と記されている。『二中歴』では寛蓮の他、賀陽、祐挙、高行、実定、教覚、道範、十五小院、長範、天王寺冠者といった名がある。
九条兼実は碁を好み、その邸で対局した九条良経の小童が囲碁の上手と『明月記』にある。慈円も後鳥羽上皇に招かれて対局していた。鎌倉時代には玄尊による『囲碁口伝』『囲碁式』も書かれた。

### 近世
明の初期、相礼（字は子先）が高名を馳せたが、太祖の命で楼得達と対局し、勝った楼得達が棋官の地位を得た。他に趙九成、范洪などが国手と呼ばれた。嘉靖から万暦の頃に明では最も囲碁が盛んになり、浙江省一帯の永嘉派として鮑一中、李沖、周源、徐希聖など、安徽省一帯の新安派として程汝亮、汪曙、方子謙など、北京周辺の京師派には李釜、顔倫などがいて、王世貞『弈旨』では鮑一中、程汝亮、李釜、顔倫が取り上げられている。明末には、江蘇省出身の過百齢が出て、上京して国手の林符卿に勝ち、国手とされるとともに『官子譜』などを著した。他に方子振、汪幼清などが名手として名を上げた。
清朝初期には盛大有、周東侯らを打ち負かした黄龍士が最も知られ、その弟子の徐星友も国手となった。続いて范西屏、施襄夏、梁魏今、程蘭如が大家となる。清末には囲碁も水準を落とす中で、「晩清の十八国手」と呼ばれる秋航、任渭南、董六泉など、続いて周小松、浙江省の陳子仙、漢陽の徐耀文、李湛源など国手と呼ばれる棋士がいた。
室町時代に日本から明に渡った僧虚中は、林応龍と協力して『適情録』がまとめられた。『満済准后日記』『看聞御記』では召し出された囲碁の上手として、大円、式部、宗勝、一色、北野、吉原、昌阿（性阿）の名がある。その後には阿弥衆の中で、碁の上手として重阿弥が知られていた。続いて仙也、春阿弥、宗心、樹斎などが現れ、その後の本因坊算砂、本能寺の僧利玄、神尾宗具、仙也の子の仙角、山の内入道、鹿塩、庄林といった者は公家や寺院の他に豊臣秀次や徳川家康などの武家にもしばしば招かれて、江戸時代の家元制度の基礎となった。また北条幻庵に徳斎という者が召し出されており、北条氏直の頃には真野仙楽斎が関東での碁の上手と言われていた。江戸幕府からは家禄を受ける家元として、算砂を始祖とする本因坊家、算砂の弟子の中村道碩を継ぐ井上家、安井算哲に始まる安井家、利玄の禄を継いだ林家が定められた。四家は名人・碁所を筆頭にして、御城碁などで切磋琢磨し、棋聖と呼ばれた本因坊道策、本因坊丈和など多くの高手を生んだ。
また本因坊算砂は朝鮮通信使にいた本国第一人者の李礿史と三子で対局した。本因坊道策は琉球使節の親雲上浜比嘉には四子で対局し、浜比嘉に三段を認めた。1710年の琉球使節では、屋良里之子が本因坊道知に三子、相原可碩に先番で打った。

### 近代以降

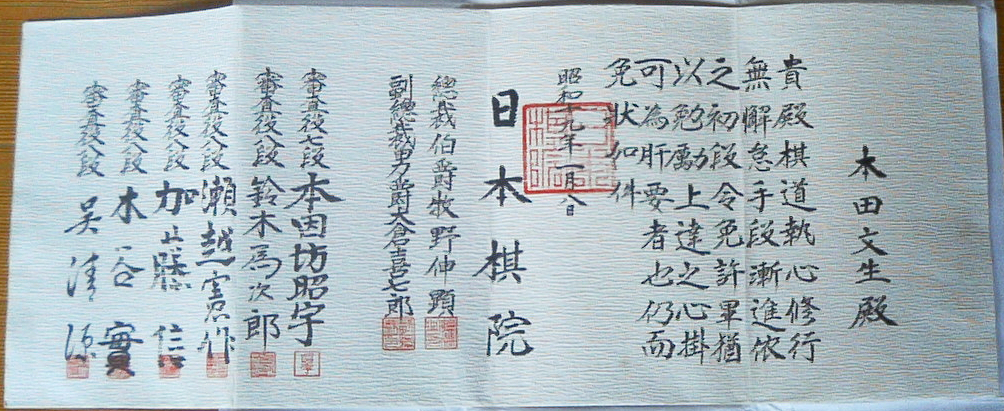
戦時中の初段允許状（昭和19年1月8日）

明治時代になると家元制度は崩壊したが、本因坊家を存続させた本因坊秀和、本因坊秀栄の一門や、本因坊秀甫らによる近代的な囲碁組織方円社によって多くの棋士が活躍した。
　また女流の喜多文子や吉田操子が男性棋士と互角の成績を残し、普及や組織運営にも大きな役割を果たした。
本因坊秀哉や高部道平は、中国も訪問して交流を行った。この頃の中華民国では汪雲峰、張澹如、潘朗東、呉祥麟、顧水如、王子晏、劉棣懐、過惕生らがいたが、三子程度の差があった。
大正末期に碁界合同による日本棋院が誕生し、雁金準一の棋正社との対抗戦が世間を湧かせた。また顧水如の弟子の呉清源が見いだされて日本へ渡り、木谷實らと角錐しつつ高段へと昇った。
昭和になると終身名人制を廃して、本因坊戦などの選手権制の棋戦が多く生まれ、日本棋院と、そこから分裂した関西棋院の棋士が鎬を削った。また昭和20年代には呉清源が、十番碁で当時の一流棋士すべてを打ち込んで最強と目された。
昭和の主な棋戦優勝者：
- 本因坊戦 関山利一、橋本宇太郎、岩本薫、高川格（二十二世本因坊）、坂田栄男（二十三世本因坊）、林海峰、石田芳夫
- 王座戦 橋本宇、高川、島村俊廣、藤沢朋斎、橋本昌二、半田道玄、宮下秀洋、坂田、藤沢秀行、加藤正夫（名誉王座）
- 日本棋院最高段者トーナメント戦・日本棋院第一位決定戦・全日本第一位決定戦 坂田、島村、宮下、藤沢秀、大竹英雄
- 日本棋院選手権戦 高川、坂田、大平修三、石田
- NHK杯争奪トーナメント 島村、岩本、橋本宇、坂田、木谷、高川、橋本昌、大竹、藤沢秀、林
- 関西棋院早碁名人戦 窪内秀知、半田、鯛中新、東野弘昭、橋本宇、佐藤直男
- 日本棋院早碁名人戦 坂田、宮下、杉内雅男、藤沢朋
- 最高位決定戦 坂田、木谷實、藤沢秀
- 囲碁選手権戦 木谷、坂田、曲励起、島村、高川、藤沢朋、杉内、藤沢秀
- 日本最強決定戦 呉清源、坂田
- 名人戦（旧） 藤沢秀、坂田、林、高川、石田、大竹
- 十段戦 橋本宇、半田、藤沢朋、高川、坂田、大竹、橋本昌、加藤
- プロ十傑戦 坂田、藤沢秀、林、橋本宇、石田、趙治勲
- 女流選手権戦 伊藤友恵、杉内寿子、木谷禮子、本田幸子、小林千寿、小川誠子

プロ棋士は国内・海外の棋戦に参加する他、記録係などの関連業務、大盤解説などのイベント出演、アマチュアへの指導や普及活動など多忙であるため、10代でプロになった者は高校へ進学せず囲碁に専念する者も多い。近年では時間の自由度が高い通信制の高校に通う若手棋士も増えている。

## プロ棋士制度

### 日本
法律では職業として囲碁を行うのには資格は不要だが、試合への参加には開催する団体が定める認定が必要になる場合がある。以下は日本棋院と関西棋院が定める規則についての記述である。
日本棋院と関西棋院の2つがプロを認定する組織として存在している。さらに日本棋院は東京本院・中部総本部・関西総本部に分かれている。このいずれかで入段試験を突破した者だけがプロ初段の棋士となり、プロ棋戦への参加資格を得る。多くは院生となって入段試験手合を勝ち抜くことで資格を得る。院生でなくても外来で予選・試験手合を突破することでプロ入りが可能となっている。
日本棋院の院生で棋士になれなかった者には、研修棋士を経て「普及棋士（準棋士）」の資格が与えられた。また院生以外で入段試験に合格できなかった者には普及専門の「地方棋士」の資格が与えられた。関西棋院でも、2009年から2018年まで研修棋士として採用する制度があった。研修棋士は一定の基準に達すると、正棋士へなれる制度であったが、外来棋士採用試験の導入に伴い廃止された。
日本棋院では兼業を禁止していないため、一力遼や芝野龍之介のように会社員と兼業する棋士もいる。
外国の棋院に移籍することも認められる。
関西棋院に所属していた北村文男は将棋棋士と兼業していた。

### 日本以外
韓国（韓国棋院）・中国（中国棋院囲棋部）・台湾（台湾棋院）にも独自のプロ組織があり、それぞれの棋戦が行われている。またこれらの棋士が一堂に会して戦う国際棋戦も盛んである。さらに2011年にはアメリカ合衆国・カナダで、2014年にはヨーロッパでもプロ制度がスタートした。

## 各国における棋士

### 日本のおもな棋士

#### 七大タイトル保持者
| 現在の七大タイトル保持者 | 現在の七大タイトル保持者 | 現在の七大タイトル保持者 | 現在の七大タイトル保持者 | 現在の七大タイトル保持者 | 現在の七大タイトル保持者 |
| ------------------------ | ------------------------ | ------------------------ | ------------------------ | ------------------------ | ------------------------ |
| 棋聖                     | 一力遼（27）             | 4連覇                    | 王座                     | 井山裕太（35）           | 4連覇                    |
| 名人                     | 一力遼（27）             |                          | 天元                     | 一力遼（27）             | 2連覇                    |
| 本因坊                   | 一力遼（27）             | 2連覇                    | 碁聖                     | 井山裕太（35）           | 4連覇                    |
| 2025年棋聖戦手合終了時   | 2025年棋聖戦手合終了時   | 2025年棋聖戦手合終了時   | 十段                     | 井山裕太（35）           | -                        |

#### 七大タイトル経験者
（2024年3月31日現在）
- 趙治勲（名誉名人・二十五世本因坊）棋聖8期、名人9期、本因坊12期、十段6期、天元2期、王座3期、碁聖2期　七大タイトルグランドスラム
- 張栩 棋聖3期 名人4期 本因坊2期 王座7期 天元1期 碁聖4期 十段2期   　七大タイトルグランドスラム
- 井山裕太（名誉棋聖・二十六世本因坊・名誉碁聖有資格者）棋聖9期 名人8期 本因坊11期 王座9期 天元5期  碁聖6期 十段4期　七大タイトルグランドスラム
- 小林光一（名誉棋聖・名誉名人・名誉碁聖）棋聖8期、名人8期、十段、天元各5期、碁聖9期
- 石田芳夫（二十四世本因坊）名人1期 本因坊5連覇、王座2期 天元1期
- 林海峰（名誉天元）名人8期 本因坊5期 王座1期 天元5期 碁聖1期 十段1期
- 大竹英雄（名誉碁聖）名人4期 王座1期 碁聖7期 十段5期
- 山下敬吾 棋聖5期 名人2期 本因坊2期 王座2期 天元2期 碁聖1期
- 一力遼 棋聖3期 本因坊1期 他
- 王立誠 棋聖3期 王座4期 十段4期
- 羽根直樹 棋聖2期 本因坊2期 天元3期 碁聖1期
- 小林覚 棋聖1期、碁聖1期
- 依田紀基 名人4期 十段2期 碁聖6期
- 芝野虎丸 名人2期 十段2期他
- 武宮正樹 名人1期 本因坊6期 十段3期
- 高尾紳路 名人2期 本因坊3期 天元1期 十段2期
- 許家元 碁聖1期 十段2期
- 王銘琬 本因坊2期 王座1期
- 趙善津 本因坊1期
- 工藤紀夫 王座1期 天元1期
- 柳時熏 王座1期、天元4期
- 羽根泰正 王座1期
- 山田規三生 王座1期
- 村川大介 王座1期 十段1期
- 河野臨 天元3期
- 関航太郎 天元2期
- 片岡聡 天元2期
- 結城聡 天元1期 十段1期
- 坂井秀至 碁聖1期
- 彦坂直人 十段1期
- 伊田篤史 十段1期

#### その他の棋士
三大タイトル挑戦者
- 淡路修三
- 山城宏
- 本木克弥

七大タイトル挑戦者
- 高木祥一
- 苑田勇一
- 今村俊也
- 中野寛也
- 横田茂昭
- 秋山次郎
- 余正麒

主要棋戦優勝者
- 本田邦久
- 三村智保
- 小松英樹
- 森田道博
- 加藤充志
- 六浦雄太

その他
- 白江治彦
- 石倉昇

#### 女性の棋士

##### 日本女流五大タイトル保持者
（2018年12月31日現在）
- 藤沢里菜 （女流本因坊・女流立葵杯・女流名人）
- 上野愛咲美 （女流棋聖）
- 万波奈穂（扇興杯）

#### 物故棋士（昭和以降）
- 藤沢秀行（名誉棋聖）
- 高川格（二十二世本因坊）
- 坂田栄男（二十三世本因坊）
- 加藤正夫（名誉王座）
- 橋本昌二
- 影山利郎
- 中山典之
- 加田克司
- 安倍吉輝
- 杉内雅男

### 現代の中国
中華人民共和国では副首相陳毅によって囲碁強化が進められ、全国囲棋個人戦などの大会の実施、中国囲棋協会設立によって、日本に追いつくことを目標として棋士を育成した。顧水如の弟子の陳祖徳は日中囲碁交流で初めて日本の九段に勝利し、1970年代には聶衛平が最強の地位を得る。また日本と同様の棋戦が多く開催されるようになり、劉小光、馬暁春、曹大元、江鋳久、陳臨新、銭宇平、兪斌、張文東らが活躍する。また孔祥明や芮廼偉などの女流棋士も男性と互角に戦うようになった。
1990年代以降は、七小龍と呼ばれる常昊、周鶴洋、邵煒剛、王磊、羅洗河、劉菁、丁偉が国内棋戦の他、国際棋戦でも活躍し、2000年代には小虎世代と呼ばれる古力、孔傑、胡耀宇、黄奕中、王尭、謝赫、邱峻、劉星らが世界戦で好成績を上げる。
中国ではアマチュアとプロは地続きになっており、全員がアマ25級からスタートし、アマ5段以上が参加できる中国囲碁定段戦（定段戦）で一定の成績を収めると入段資格を得る。定段戦では青少年男子、青少年女子、成人男子、成人女子の4グループに分かれており、青少年枠は25歳以下に制限されているが成人枠には年齢制限が無いため、2021年には成人男子の部で40歳の周偉平が入段し最年長記録を更新した。

### 韓国
木谷實門下だった趙南哲が第二次世界大戦後に韓国棋院を設立して、現代囲碁の普及を行った。日本で修行した金寅、尹奇鉉、河燦錫らが活躍し、1970年代から曺薫鉉、徐奉洙、続いて劉昌赫、李昌鎬を加えた四強時代となり、1990年代には国際棋戦で多数の優勝を飾るようになる。薫鉉、昌鎬の活躍で囲碁ブームが起こり、2000年代は李世乭、朴永訓、崔哲瀚、睦鎮碩、趙漢乗、元晟溱、姜東潤、朴廷桓、朴鋕恩らが国内戦、世界戦で活躍する。

### 台湾
台湾からは呉清源に見いだされた林海峰が日本で名人になるなど活躍し、続いて王立誠、王銘琬、張栩なども日本でタイトルを獲得した。また実業家応昌期の後押しで中国囲棋会などの囲碁組織が作られ、周咸亨、陳永安、陳長清がプロ棋士として活躍する。続いて彭景華、林聖賢などが成長し、1990年代には中国で修行した周俊勲が第一人者となり、林至涵、陳詩淵、王元均がこれに続いている。
台湾棋院や海峰棋院の普及・強化活動により、第19回アジア競技大会で金メダルを獲得するなどレベルアップを果たした。
2023年時点でのプロ資格者は約120人である。

### その他
1978年にはオーストリア人のマンフレッド・ヴィンマーが関西棋院で、わずかに遅れてアメリカ人のジェームズ・カーウィンが日本棋院で、それぞれ欧米人として初のプロ初段となった。
その後は日本棋院のマイケル・レドモンド、ハンス・ピーチ、韓国棋院のアレキサンダー・ディナーシュタイン、スベトラーナ・シックシナなどがアジアのプロ組織で棋士となっている。アメリカではアメリカ在住の棋士による組織でトーナメントが行われており、レドモンドや、中国出身の江鋳久や豊雲、韓国出身の車敏洙などが出場している。2012年アメリカ囲碁協会は、韓国棋院と提携してプロ制度を発足させた。さらに2014年には、欧州囲碁連盟が独自にプロ制度を開始している。欧米の他にアルゼンチンのフェルナンド・アギラールなども国際棋戦でしばしば上位に進出し、またオーストラリア出身の黒嘉嘉も台湾とオセアニアで活躍している。

## 棋士の二つ名

### 日本
- 「棋聖」卓越した能力を持つ棋士の尊称である。主に本因坊道策と本因坊丈和がこの名で呼ばれ、前者を「前聖」、後者を「後聖」と呼び分ける[11]。明治以降は、本因坊秀策の評価が高まり、彼を棋聖に数えることもある[11]。
- 「五弟子」「五虎」「六天王」本因坊道策の弟子の、小川道的、佐山策元、井上道節因碩、星合八碩、熊谷本碩、吉和道玄
- 「囲碁四哲」江戸時代、名人の力量ありとされながら名人とならなかった、本因坊元丈、安井知得仙知、井上幻庵因碩、本因坊秀和
- 「天保四傑」天保期前後に活躍した、伊藤松和、阪口仙得、太田雄蔵、安井算知 (俊哲)。嘉永頃には囲碁四傑と呼ばれていたが、明治37年の安藤如意「坐隠談叢」で天保四傑と記され定着した
- 「方円社四天王」小林鉄次郎、水谷縫次、酒井安次郎、高橋杵三郎。
- 「戦後派三羽烏」「アプレゲール三羽烏」藤沢秀行、梶原武雄、山部俊郎。「棋道」編集長の宇崎玄々子により命名。
- 「戦後派新三羽烏」 大平修三、加納嘉徳、加田克司
- 「竹林」大竹英雄、林海峰。
- 「黄金トリオ」木谷実門下の、加藤正夫、石田芳夫、武宮正樹。3人の若手時代に雑誌で連載した「黄金トリオ研究室」で命名。「木谷門三羽烏」とも呼ばれた。
- 「木谷門下シルバーコンビ」小林光一、趙治勲[12]。
- 「アマ四強」アマチュア棋戦の優勝常連である、菊池康郎、村上文祥、平田博則、原田実。西村修、金沢盛栄、三浦浩、中園清三らを加えて、五強、六強、七強などとも呼んだ。
- 「四天王」：1990年代に活躍した王立誠、小林覚、片岡聡、山城宏についてしばしば用いられた。
- 「若手四天王」山下敬吾、羽根直樹、張栩、高尾紳路。2010年代以降は「平成四天王」と呼ばれるようになった。
- 「令和三羽烏」一力遼、許家元、芝野虎丸。芝野は10代、一力と許は20代前半にして七大タイトル獲得・九段昇格を成し遂げている。

### 中国
- 「大龍」1980年代に中国の囲碁を世界レベルに引き上げた、聶衛平
- 「中龍」1990年代に聶衛平を打ち破って一強時代を築いた、馬暁春
- 「七小龍」1990年代後半からトップ棋士となった、常昊、周鶴洋、邵煒剛、王磊、羅洗河、劉菁、丁偉
- 「小虎」2000年代になってトップ棋士となった、古力、孔傑、黄奕中、王尭、謝赫、邱峻、劉星など
- 「小豹」小虎の次の世代でトップを狙う棋士、彭荃、王檄、王雷、唐莉、陳耀燁など